# Palazzo Cassoli
Il Palazzo Cassoli si trova a Reggio nell'Emilia e precisamente in via Roma.

## Storia e descrizione

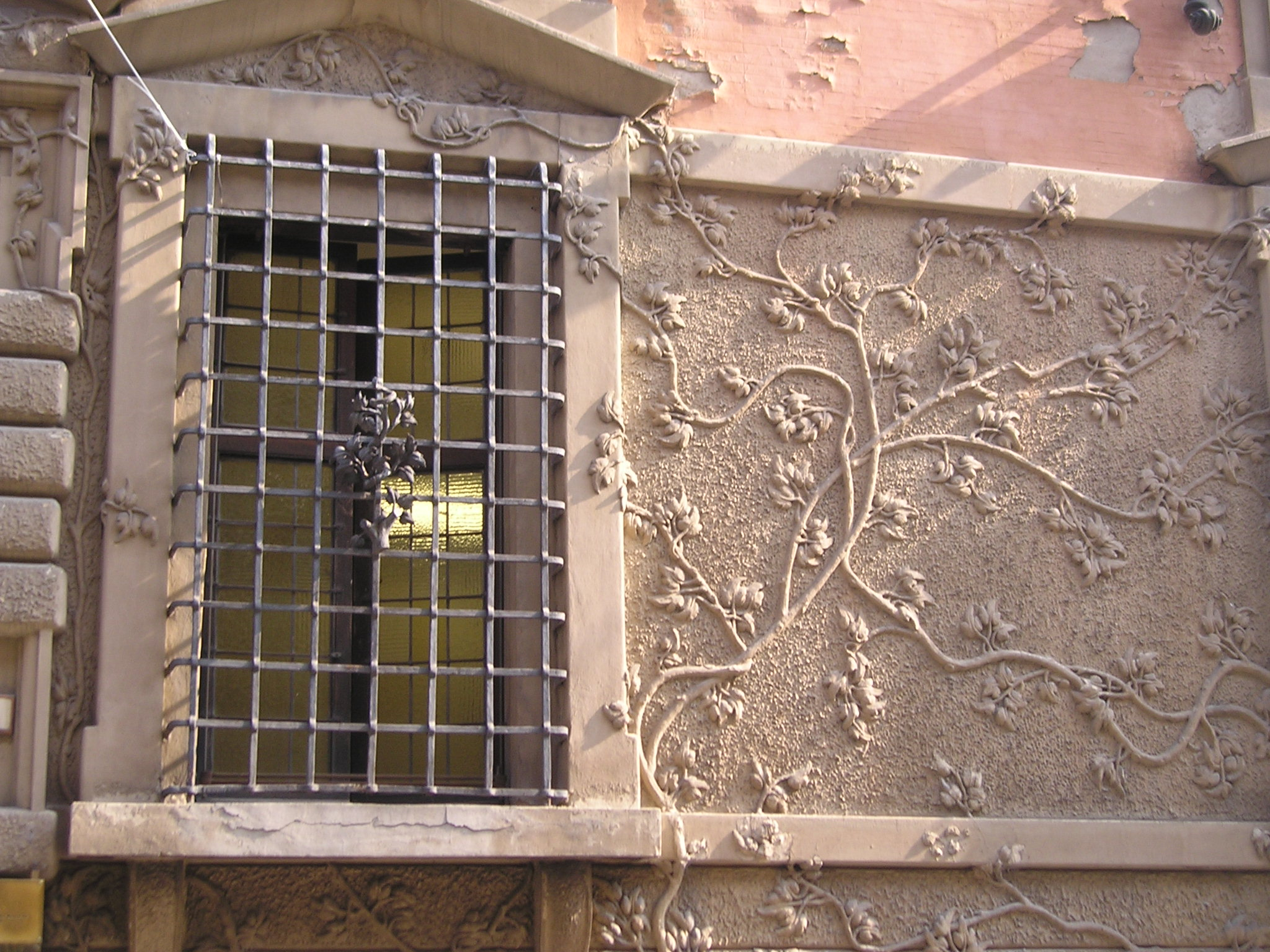
Particolare della facciata

Nel '500 fu dei drappieri Boccacci che nel 1607 lo vendettero al conte Girolamo Cassoli. Alla fine del 1600 fu rifatta la facciata con una trama di foglie realizzata con calce e pozzolana, e furono rimaneggiate anche le finestre ed il portale.
Il restauro avvenuto dopo l'acquisizione del palazzo da parte della Cassa Nazionale Infortuni nel 1924 ha però cambiato l'aspetto originale, a causa della ricostruzione delle parti rovinate e deperite dal tempo.
All'interno ci sono decorazioni di Anselmo Govi e resti di tempere di Domenico Pellizzi.